# Husí kůže 2: Ukradený Halloween
Husí kůže 2: Ukradený Halloween (v anglickém originále Goosebumps 2: Haunted Halloween) je americký hororový film z roku 2018. Režisérem filmu je Ari Sandel. Hlavní role ve filmu ztvárnili Wendi McLendon-Covey, Madison Iseman, Jeremy Ray Taylor, Caleel Harris, Chris Parnell a Ken Jeong.

## Obsazení
| Wendi McLendon-Covey | Kathy            |
| Madison Iseman       | Sarah            |
| Jeremy Ray Taylor    | Sonny            |
| Caleel Harris        | Sam              |
| Ken Jeong            | pan Chu          |
| Chris Parnell        | Walter           |
| Bryce Cass           | Tyler            |
| Shari Headley        | paní Carterová   |
| Suehyla El-Attar     | učitelka         |
| Jessi Goei           |                  |
| Peyton Wich          | Tommy Madigan    |
| Kaylie Turner        | holka jednorožec |